# U-327
| U-327 | U-327 | U-327 |
| --- | --- | --- |
| | | |
| | | |
| U-995, однотипний з U-327                                                                                            | | |
| Під прапором | Третій Рейх | Третій Рейх |
| Спуск на воду | 27 травня 1944 року | 27 травня 1944 року |
| Виведений зі складу флоту                                                                                            | 18 липня 1944 року | 18 липня 1944 року |
| Сучасний статус | 27 лютого 1945 року потоплений глибинними бомбами британських кораблів «Лабуан», «Лох Фада» та «Вайлд Гус»                                             | 27 лютого 1945 року потоплений глибинними бомбами британських кораблів «Лабуан», «Лох Фада» та «Вайлд Гус»                                             |
| Проєкт | | |
| Тип ПЧ | середній торпедний ДПЧ | середній торпедний ДПЧ |
| Розробник проєкту | Flender Werke, Любек | Flender Werke, Любек |
| Вартість | 4 714 000 ℛℳ | 4 714 000 ℛℳ |
| Основні характеристики                                                                                               | | |
| Швидкість (надводна)                                                                                                 | 17,9 вузла | 17,9 вузла |
| Швидкість (підводна)                                                                                                 | 8 вузлів | 8 вузлів |
| Робоча глибина занурення                                                                                             | 100 м | 100 м |
| Гранична глибина занурення                                                                                           | 250 м | 250 м |
| Дальність плавання                                                                                                   | 8500 морських миль (15 700 км) на швидкості 10 вузлів (у надводному положенні) 80 морських миль (150 км) на швидкості 4 вузли (в підводному положенні) | 8500 морських миль (15 700 км) на швидкості 10 вузлів (у надводному положенні) 80 морських миль (150 км) на швидкості 4 вузли (в підводному положенні) |
| Екіпаж | 44—60 осіб | 44—60 осіб |
| Розміри | | |
| Довжина найбільша (по КВЛ)                                                                                           | 67,1 м | 67,1 м |
| Ширина корпусу найб.                                                                                                 | 6,2 м | 6,2 м |
| Висота | 9,6 м | 9,6 м |
| Середня осадка (по КВЛ)                                                                                              | 4,74 м | 4,74 м |
| Водотоннажність надводна                                                                                             | 759 т | 759 т |
| Силова установка | | |
| дизель-електрична; 2 дизельних двигуни Germaniawerft M6V 40/46, 2 електродвигуни Siemens-Schuckert-Werke GU 343/38-8 | | |
| Гвинти | 2 | 2 |
| Потужність | 2800—3200 к.с. (дизелі) 750 к.с. (електродвигуни) | 2800—3200 к.с. (дизелі) 750 к.с. (електродвигуни) |
| Озброєння | | |
| Артилерія | 1 × 88-мм палубна гармата SK C/35 | 1 × 88-мм палубна гармата SK C/35 |
| Торпедно- мінне озброєння                                                                                            | 4 носових і один кормовий ТА 14 торпед або 26 мін TMA чи TMB                                                                                           | 4 носових і один кормовий ТА 14 торпед або 26 мін TMA чи TMB                                                                                           |
| ППО | 1 × 37-мм зенітна гармата Flak M42 2 × 20-мм зенітні гармати FlaK 30                                                                                   | 1 × 37-мм зенітна гармата Flak M42 2 × 20-мм зенітні гармати FlaK 30                                                                                   |

U-327 — німецький підводний човен типу VIIC/41, що входив до складу Військово-морських сил Третього Рейху за часів Другої світової війни. Закладений 15 квітня 1943 року на верфі Flender Werke у Любеку. Спущений на воду 27 травня 1944 року, а 18 липня 1944 року корабель увійшов до складу 4-ї навчальної флотилії ПЧ ВМС нацистської Німеччини. Єдиним командиром човна був капітан-лейтенант Ганс Лемке.

## Історія служби
U-327 належав до німецьких підводних човнів типу VIIC/41, однієї з модифікацій найчисленнішого типу субмарин Третього Рейху, яких було випущено 703 одиниці. Службу розпочав у складі 4-ї навчальної та з 1 лютого 1945 року — після завершення підготовки — в 11-й бойовій флотилії ПЧ Крігсмаріне. Підводний човен здійснив три бойових походи в Атлантичний океан, під час яких не потопив та не пошкодив жодного судна чи корабля.
27 лютого 1945 року U-327 був перехоплений союзними кораблями і потоплений глибинними бомбами британських кораблів «Лабуан», «Лох Фада» та «Вайлд Гус». Всі 46 членів екіпажу загинули.